# گئورگ چاووش
گئورگ آرویی قازاریان (ارمنی: Գէորգ Արոյի Ղազարեան; انگلیسی: Kevork Aroyi Ghazarian); شناخته شده با نام گئورگ چاووش ارمنی: Գևորգ Չաուշ; انگلیسی: Kevork Chavush؛ ۱۸۷۰ – ۲۷ مه ۱۹۰۷) فدایی ارمنی ساکن امپراتوری عثمانی بود.

## نگارخانه

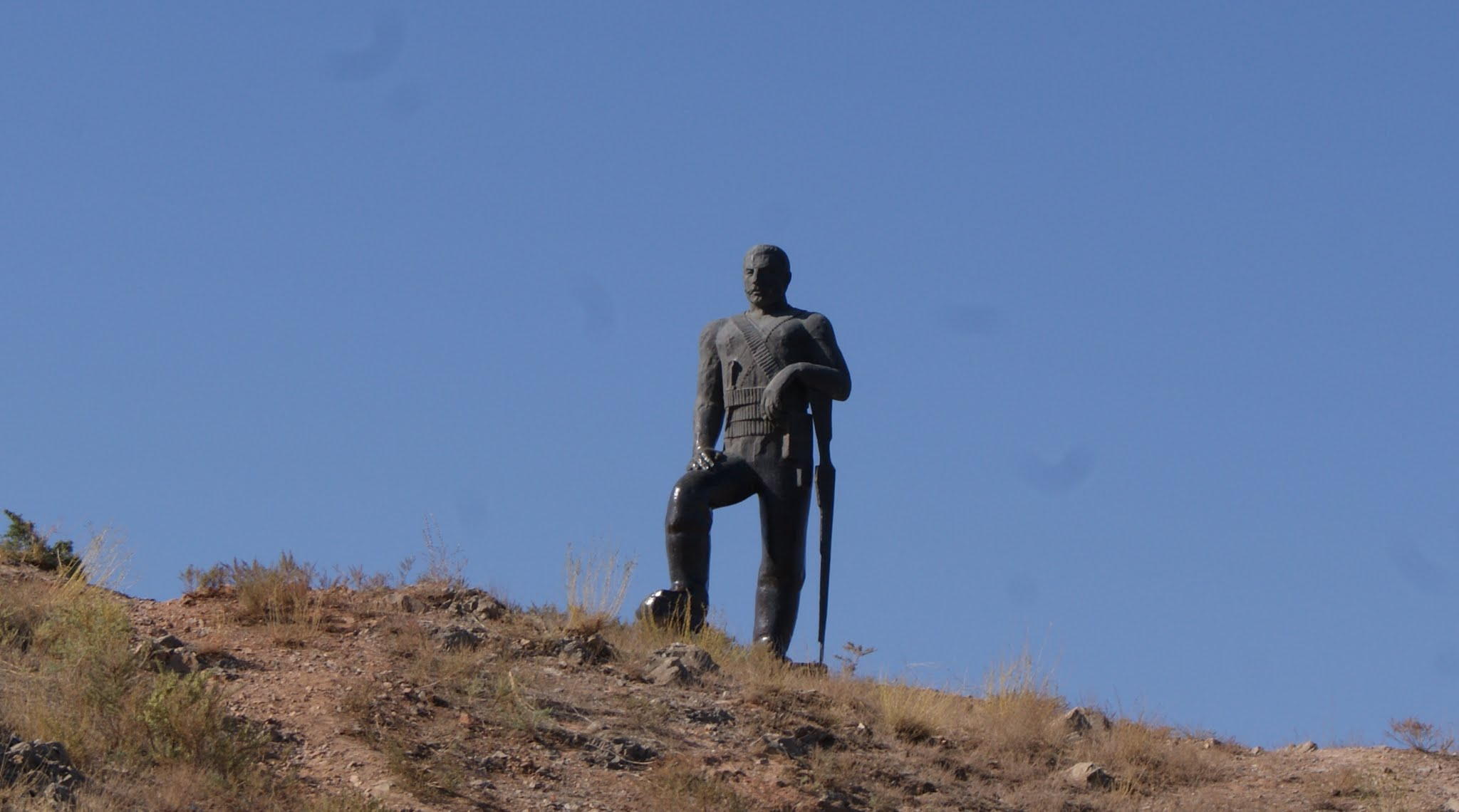
مجسمه گئورگ چاووش نزدیکی صومعه خور ویراپ